# 98P/Takamizawa
98P/Takamizawa, komet Jupiterove obitelji. 